# Bill Hay
William Charles Hay (Saskatoon, 9 dicembre 1935 – Calgary, 25 ottobre 2024) è stato un hockeista su ghiaccio e dirigente sportivo canadese che ha giocato nella National Hockey League con i Chicago Blackhawks.
Dopo il ritiro intraprese con successo la carriera da dirigente sportivo, lavorando a lungo per organizzazioni come Hockey Canada e l'Hockey Hall of Fame, di cui entrò a far parte nel 2015.

## Carriera
Hay proveniva da una famiglia fortemente legata all'hockey, infatti anche suo zio Earl Miller giocò in NHL a Chicago, mentre suo padre Charles membro della Hockey Hall of Fame svolse un ruolo decisivo per l'organizzazione della Summit Series del 1972. Bill iniziò la carriera giovanile con i Regina Pats nella Western Canadian Junior Hockey League nella stagione 1952-53. Dopo una preve esperienza all'Università del Saskatchewan Hay fece ritorno ai Pats nella stagione 1954-55, conclusa con la sconfitta nella finale della Memorial Cup contro i Toronto Marlboros.
Allora i diritti su Hay erano detenuti dai Montreal Canadiens, tuttavia egli decise di proseguire gli studi e di andare a frequentare il Colorado College con la maglia dei Tigers, diventando uno dei giocatori più forti di sempre nella storia dell'istituto. Hay disputò due stagioni vincendo numerosi riconoscimenti individuali, incluse due selezioni nel First All-Star della WCHA e una nel team ideale della finale nazionale NCAA.
Hay fece finalmente il suo esordio nel mondo professionistico nella stagione 1958-59 con i Calgary Stampeders, squadra della WHL. In 53 partite segnò 24 reti e un totale di 54 punti, attirando le attenzioni dei Chicago Blackhawks, franchigia che gli offrì il suo primo contratto in NHL. Hay debuttò nella stagione 1959-60 e conquistò il Calder Memorial Trophy come miglior rookie della lega, oltre a prendere parte all'NHL All-Star Game.
Nella stagione successiva Hay e i Black Hawks raggiunsero la finale della Stanley Cup. Inserito nella stessa linea di Bobby Hull e Stan Mikita, la cosiddetta Million Dollar Line conquisto il primo titolo dalla stagione 1937-38. Hay avrebbe giocato per altre sei stagioni per poi ritirarsi a soli 31 anni nel 1967, nonostante fosse stato scelto durante l'NHL Expansion Draft dai St. Louis Blues, una delle sei nuove franchigie iscritte alla NHL.
Dal 1980 fino al 1997 Hay fece parte del comitato per la selezione degli atleti da inserire nella Hockey Hall of Fame, e ne fu presidente per quindici anni fino al pensionamento nel 2013; due anni più tardi fu proprio lui ad essere selezionato per entrare a far parte della Hockey Hall of Fame. Durante il suo mandato fu decisivo per definire la collaborazione della Hall of Fame con altre organizzazioni come IIHF, NHL e NHLPA. Hay seguì le orme paterne quando nel 1990 assunse il ruolo di presidente di Hockey Canada quando essa si fuse con la Canadian Hockey Association. Per quattro anni, dal 1991 al 1995, Hay fu inoltre il presidente e amministratore delegato dei Calgary Flames.

## Palmarès

### Club
- Stanley Cup: 1

Chicago: 1960-1961

### Individuale
- Hockey Hall of Fame: 1

2015
- Calder Memorial Trophy: 1

1959-1960
- NHL All-Star Game: 2

1960, 1961
- WCHA First All-Star Team: 2

1956-1957, 1957-1958
- NCAA West First All-American Team: 2

1956-1957, 1957-1958
- NCAA Championship All-Tournament Team: 1

1957